# Fouquescourt
Fouquescourt és un municipi francès situat al departament del Somme i a la regió dels Alts de França. L'any 2007 tenia 152 habitants.

## Demografia

### Població
El 2007 la població de fet de Fouquescourt era de 152 persones. Hi havia 60 famílies de les quals 16 eren unipersonals (8 homes vivint sols i 8 dones vivint soles), 16 parelles sense fills i 28 parelles amb fills.
La població ha evolucionat segons el següent gràfic:
Habitants censats

### Habitatges

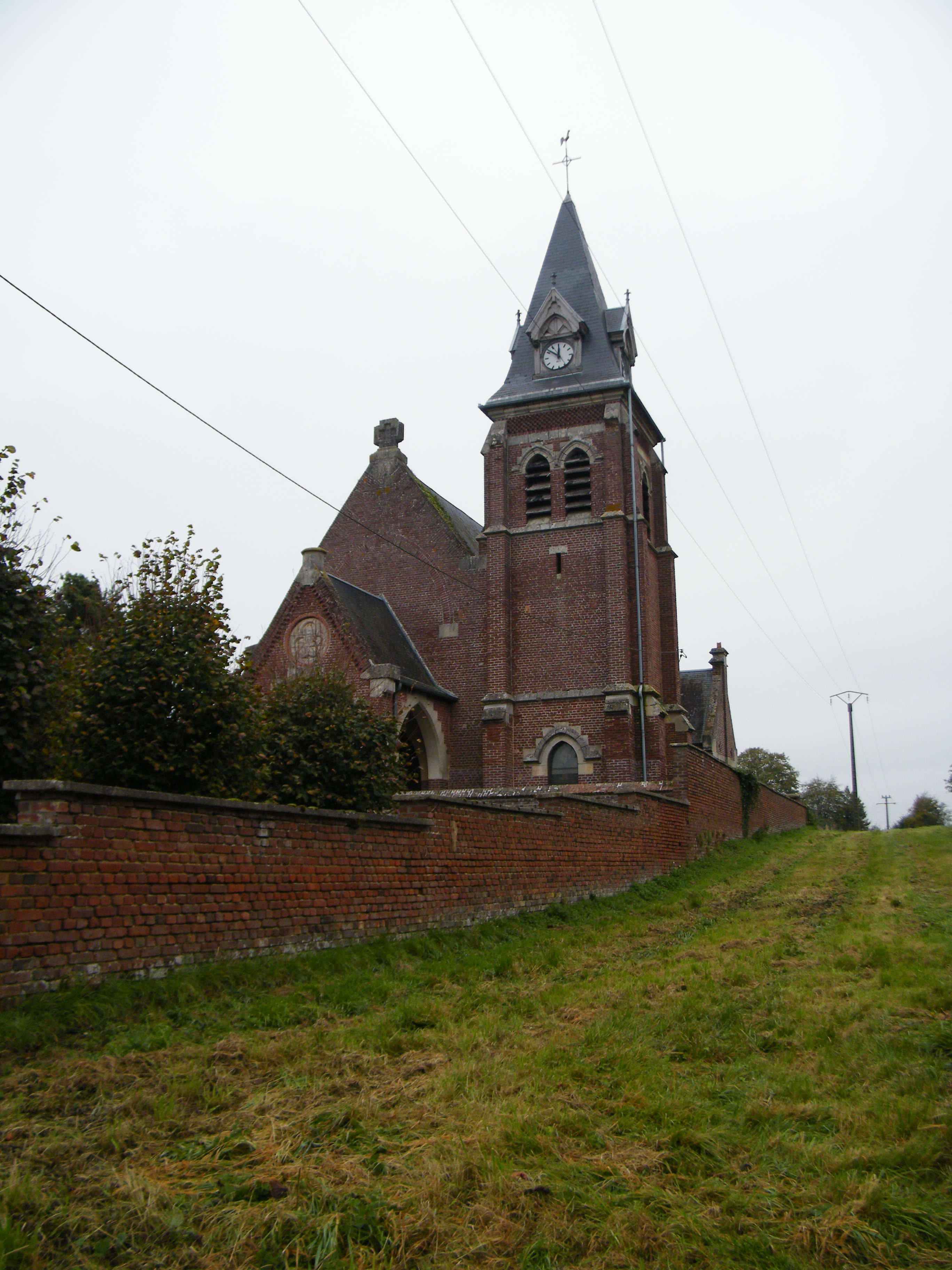

El 2007 hi havia 70 habitatges, 62 eren l'habitatge principal de la família, 6 eren segones residències i 2 estaven desocupats. 69 eren cases i 1 era un apartament. Dels 62 habitatges principals, 53 estaven ocupats pels seus propietaris i 9 estaven llogats i ocupats pels llogaters; 1 tenia una cambra, 10 en tenien tres, 14 en tenien quatre i 37 en tenien cinc o més. 50 habitatges disposaven pel capbaix d'una plaça de pàrquing. A 27 habitatges hi havia un automòbil i a 27 n'hi havia dos o més.

### Piràmide de població
La piràmide de població per edats i sexe el 2009 era:
| Homes | Edats   | Dones |
| ----- | ------- | ----- |
| 0     | 95 o +  | 0     |
| 0     | 90 a 94 | 0     |
| 0     | 85 a 89 | 0     |
| 0     | 80 a 84 | 8     |
| 0     | 75 a 79 | 8     |
| 12    | 70 a 74 | 4     |
| 4     | 65 a 69 | 4     |
| 0     | 60 a 64 | 4     |
| 8     | 55 a 59 | 8     |
| 0     | 50 a 54 | 4     |
| 12    | 45 a 49 | 0     |
| 4     | 40 a 44 | 8     |
| 8     | 35 a 39 | 0     |
| 4     | 30 a 34 | 8     |
| 0     | 25 a 29 | 0     |
| 8     | 20 a 24 | 4     |
| 0     | 15 a 19 | 4     |
| 4     | 10 a 14 | 0     |
| 4     | 5 a 9   | 4     |
| 4     | 0 a 4   | 4     |

## Economia
El 2007 la població en edat de treballar era de 82 persones, 68 eren actives i 14 eren inactives. De les 68 persones actives 62 estaven ocupades (33 homes i 29 dones) i 6 estaven aturades (3 homes i 3 dones). De les 14 persones inactives 5 estaven jubilades, 1 estava estudiant i 8 estaven classificades com a «altres inactius».

### Ingressos
El 2009 a Fouquescourt hi havia 64 unitats fiscals que integraven 159 persones, la mediana anual d'ingressos fiscals per persona era de 18.467 €.

### Activitats econòmiques
Dels 3 establiments que hi havia el 2007, 1 era d'una empresa de transport, 1 d'una empresa de serveis i 1 d'una empresa classificada com a «altres activitats de serveis».

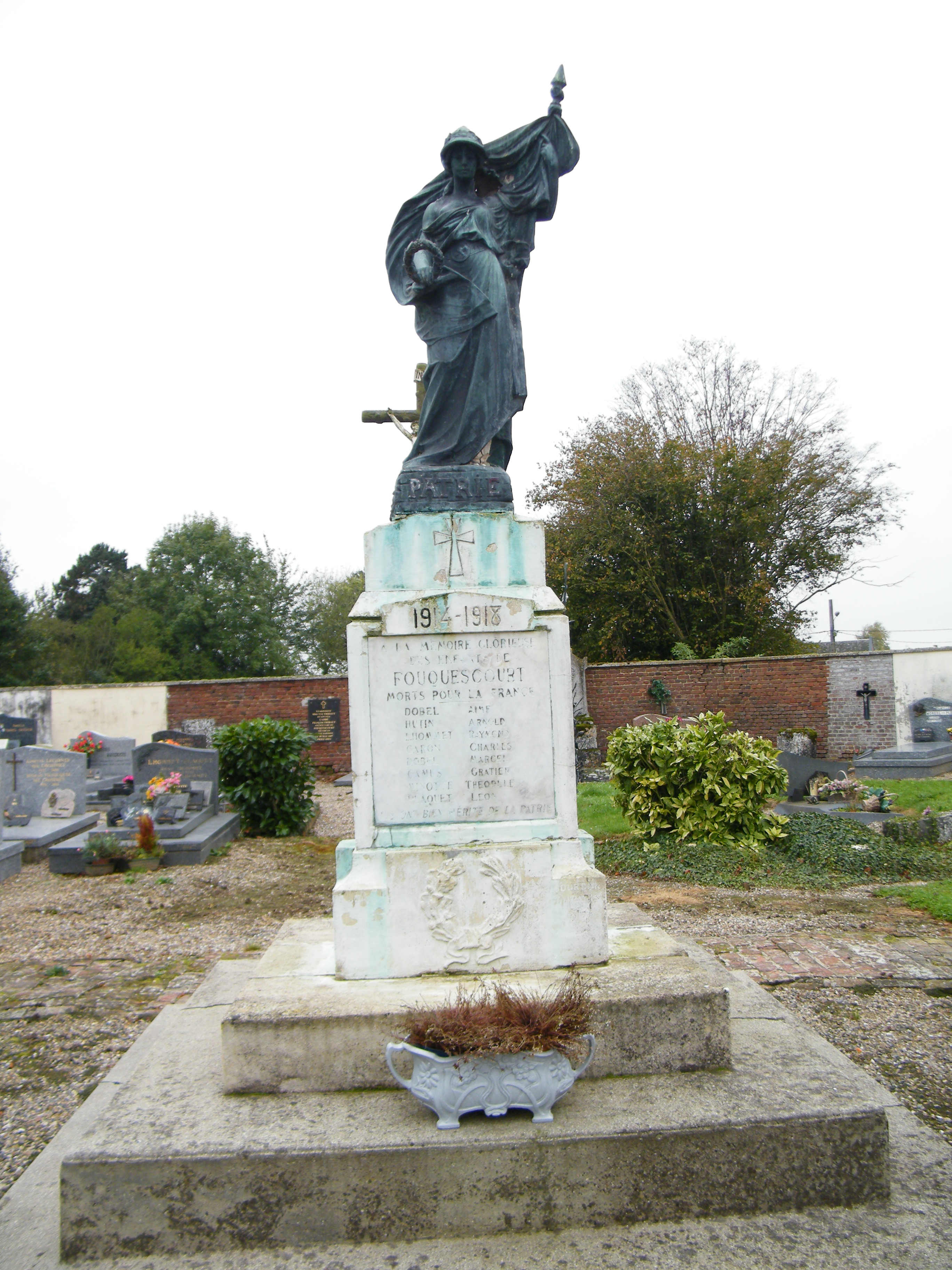

L'any 2000 a Fouquescourt hi havia 7 explotacions agrícoles.

## Poblacions més properes

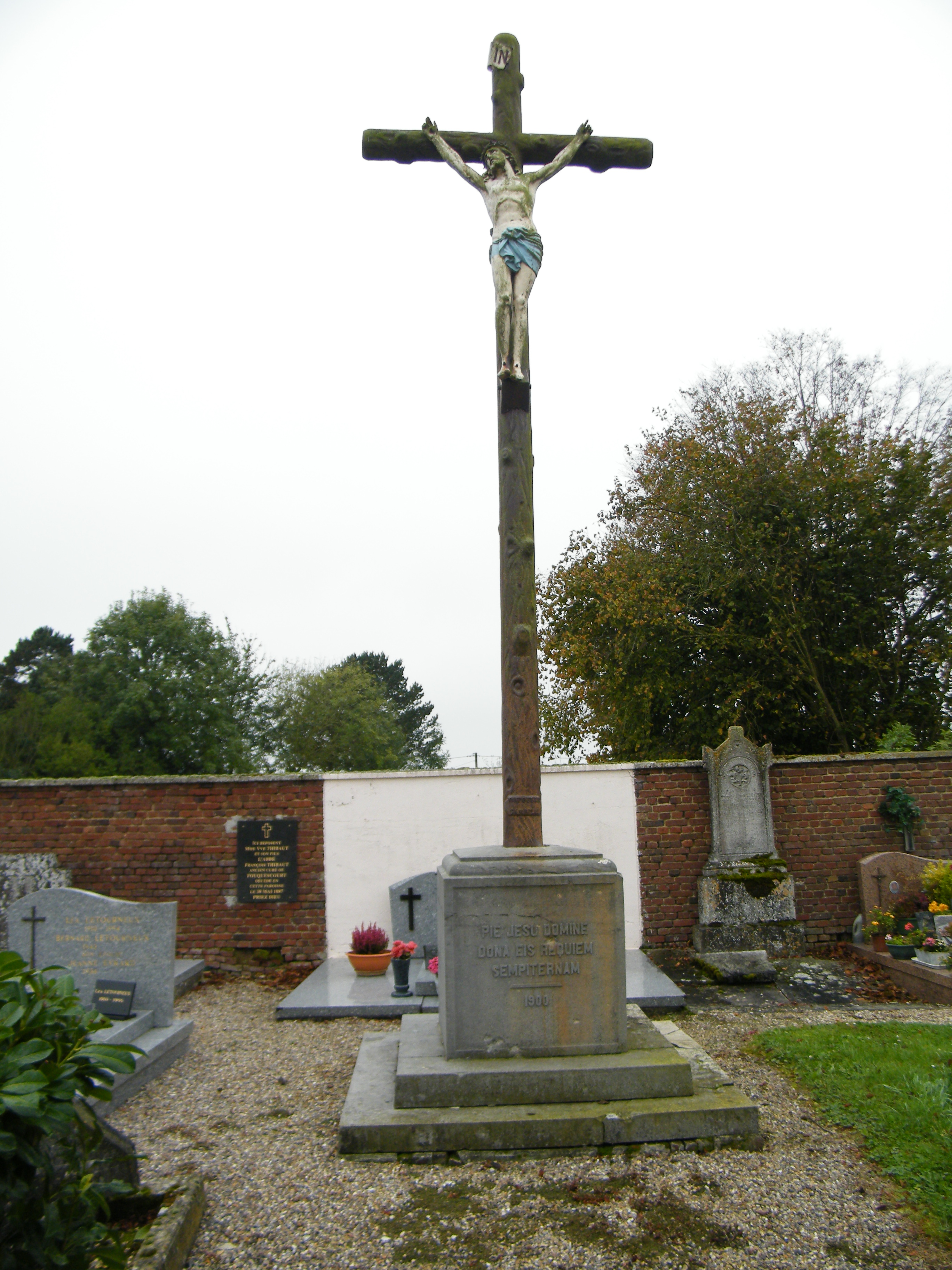

El següent diagrama mostra les poblacions més properes.